# USADSB (album)
USADSB – drugi studyjny album duńskiego zespołu Nephew, wydany w 2004 roku przez wytwórnię Copenhagen Records.

## Lista utworów[1]
1. „Movie Klip” – 5:04
2. „Superliga” – 3:42
3. „Blå & Black"” – 3:29
4. „Milk and Wine” – 4:17
5. „Dårlig Træning” – 5:19
6. „En Wannabe Darth Vader” – 4:20
7. „Worst/Best Case Scenario” – 4:27
8. „Ordenspoliti” – 4:48
9. „USA DSB” – 3:54
10. „Bazooka” – 5:58

## Twórcy[1]
- Simon Kvamm – śpiew, klawisze
- Kristian Riis – gitara, chór
- Kasper Toustrup – gitara basowa, chór
- Søren Arnholt – perkusja, chór